# Yuan (apellido)

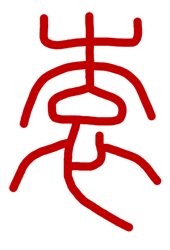
La letra "Yuan", en estilo de sello pequeño, cerca del.

Yuan (袁, pronunciaciónⓘ) es un apellido chino que ocupa el lugar 37.º en cuanto a número de personas apellidadas así en China. En mandarín estándar, el apellido es transliterado "Yuán" (pinyin) o "Yüan" (Wade-Giles). Variantes regionales incluyen "Yeu" (shanghainés), "Yuen" (cantonés), "Oan" (min del sur), "Won" (coreano) y "Viên" (vietnamita). La pronunciación difiere ampliamente de región a región.
De acuerdo a la tradición, el apellido se originó en una familia noble del antiguo estado de Chen, en lo que hoy es la provincia de Henan oriental. La forma escrita del carácter tomó su forma estandarizada actual alrededor del siglo I. Durante la dinastía Han, este estuvo asociado con el poderoso clan Yuan de Ru'nan y luego durante las dinastías del Sur y Jin, con el clan Yuan de Chen.
Históricamente, el apellido ha crecido de manera rápida entre la etnia han y ha sido tomado también por varios grupos étnicos no-chinos. En la actualidad, lo portan más de 6.5 millones de personas alrededor del mundo, lo que conforma el 0.54 % de la población de China continental. Aunque su expansión decayó en los últimos seis siglos, el apellido Yuan continúa relativamente extendido a través de China, así como entre sus descendencias, con concentraciones per cápita más importantes en la región del delta de Yangtze, situado en la costa central.
Debido a que la región del delta de Yangtze ha exhibido históricamente el importante sentido del clan, existe un gran número de genealogías Yuan, la mayoría de las cuales se encuentran actualmente en instituciones públicas. Un interés renovado en la ascendencia fuera de la China continental ha sido fomentado por el Gobierno PRC.

## Origen del apellido
Fuentes tradicionales ubican el origen del apellido en Yuan Taotu, un noble de Chen del siglo VII a. C., que era parte de una rama colateral de la familia del marqués que gobernaba aquel estado. Este seleccionó el segundo carácter del nombre de estilo de su abuelo, Boyuan (伯爰), como su propio nombre familiar. Yuan Taotu fue concedido con un feoff en Yangxia (陽夏), en lo que hoy es el condado de Taikang, Henan. Este estado es considerado como el hogar ancestral del primer clan Yuan. A través de su conexión con la familia gobernante de Chen, la casa Yuan pudo también reivindicar como su ancestro al semi-legendario Emperador Shun. Los descendientes de la casa Yuan son mencionados en el Zuo Zhuan como oficiales superiores del estado de Chen hasta que este fue extinguido por Chu en 479  a.  C. 
Una teoría alternativa, mucho menos aceptada, sugiere que el apellido Yuan deriva de Xuanyuan (軒轅 o 玄袁), nombre de clan del Emperador Amarillo. Luego de su muerte, los estados del Emperador Amarillo pasaron a llamarse Yuanyi (袁邑), y sus descendientes tomaron como apellido su lugar de nacimiento.
Antes de la unificación de China en 221 a. C., solo se sabe que el apellido estuvo presente en el dominio histórico de Chen. Algunos miembros del clan Yuan se trasladaron a Zheng y a otros estados vecinos. El proceso de emigración al centro de Yangxia continuó después de la unificación. Un ejemplo de esto es el caso de Yuan Ang, un ministro del Liu Bang. Su familia fue obligada por bandidaje a trasladarse a Anling, en el área de Xi'an moderna, a unos 500 km al oeste de su centro ancestral.
El apellido Yuan podría haber sido escrito en al menos cinco maneras diferentes a principios de la Han, que fueron usadas indistintamente en los tiempos previos a esta dinastía. En el siglo I, el apellido tomó una forma largamente estandarizada (袁), la cual permanece hasta el día hoy. Un antiguo diccionario, el Shuowen, define este carácter como "una gran prenda", pero este significado arcaico dejó de ser utilizado. El texto Han Qian fu lun (潛夫論: "Comentarios de un Ermitaño") sugiere que el carácter deriva de 1) el carácter ai (哀), que significa "pena, dolor"; o 2) una combinación de los caracteres gong (公: "señor") y gu (谷: "cereal").

## Primeros clanes Yuan
Hasta el final de la dinastía Han, el centro de la casa Yuan se mantuvo en el área del estado antiguo de Chen. Alrededor del siglo I, tres clanes Yuan adquirieron suficiente importancia a nivel nacional como para ser mencionados en las historias dinásticas. Estos estaban ubicados muy cerca entre sí, en los afluentes del río Huai. Uno mantenía sus fincas en Fuyue (扶樂) y en Chen (陳); otro en Ruyang (汝陽) y en Ru'nan (汝南); y un tercero de menos importancia estaba asociado con Yingchuan (潁川). Los tres clanes produjeron miembros de una aristocracia terrateniente que comenzó a participar cada vez más en el gobierno local y nacional, aunque solo se conoce sobre los primeros dos en detalle.

### Los Yuan de Ru'nan

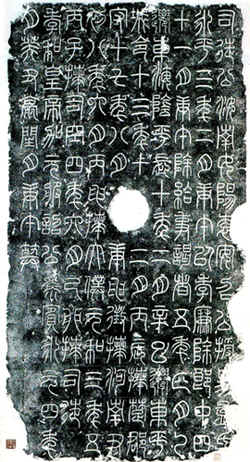
Estela conmemorativa en honor a Yuan An, erigida en 117.

El grupo más conocido fue sin duda el clan Yuan de Ru'nan (ahora Shangshui, Henan). De acuerdo a las genealogías locales, las fincas de los Yuan de Ru'nan estaban en las inmediaciones de la comunidad moderna de Yuanlao (袁老), limitando al sur con el río Fen (汾水). Quedan unos 20 000 Yuan en la zona y alrededor de un tercio de la población de Yuanlao continúa portando el apellido.
El clan Yuan de Ru'nan se hizo conocido entre la pequeña nobleza por sus conocimientos en el I Ching, que fue aprobado entre generaciones. El estudiante Yuan Liang (袁良), el primer Yuan de Ru'nan conocido, fue un aspirante al heredero natural, el futuro Emperador Ming de Han. Su nieto Yuan An (袁安) hizo la fortuna de la familia, alzándose rápidamente a través de la burocracia a partir de 70, alcanzando el puesto de Ministro sobre las Masas y desempeñando un rol importante en las decisiones políticas de la corte Han, hasta su muerte en 92.
Uno de sus hijos ocupó el puesto militar más alto y dos de sus nietos alcanzaron el rango de "Tres Excelencias". Sin embargo, estos no desempeñaron ningún rol destacado en el Ejecutivo, y a menudo aparecieron como corredores de bolsa durante eventos críticos, tales como el golpe de Estado contra Liang Ji en 169. La reputación y el poder de los Yuan de Ru'nan fue mantenido con una red de clientes y asociados, y a través de la endogamia con otros linajes poderosos. En el momento de la muerte del Emperador Ling de Han, en 189, el clan fue el más influyente del imperio. La mayoría de sus miembros principales vivían en Luoyang, y allí nacieron algunos de sus hijos, como Yuan Shao (袁紹).
Yuan Shao y su sobrino Yuan Shu (袁術) desempeñaron roles de liderazgo en la masacre de los eunucos, en septiembre de 189. En los años sucesivos, ambos se convirtieron en caudillos regionales. Yuan Shu se autodeclaró emperador, en 197, argumentando que era descendiente del emperador Shun, y falleció poco después. Yuan Shao dominó gran parte del norte de China hasta que fue decisivamente derrotado por Cao Cao en la batalla de Guandu, en 200. Luego de su muerte en 202, la cohesión de los Yuan de Ru'nan y sus seguidores como poder nacional colapsó.

### Los Yuan de Chen
El otro clan Yuan importante estaba centrado en el condado de Fuyue, comandería de Chen (parte de lo que actualmente es el condado de Taikang). Al igual que los Yuan de Ru'nan, estos produjeron varias generaciones de oficiales superiores. Uno de los primeros, cuyo origen puede ser verificado, fue Yuan Huan (袁渙), que sirvió para Cao Cao y luego para su hijo Cao Pi en la burocracia civil. Yuan Huan no parece haber estado conectado a los Yuan de Ru'nan, y su carrera no se vio afectada por la caída de dicho clan. De sus tres hijos que llegaron a la mayoría de edad, todos tuvieron posiciones de oficiales bajo el sistema de nueve rangos.
Los Yuan de Chen fueron uno de los clanes aristocrácticos que tuvieron que trasladarse del norte al sur de China, debido a que el primero había sido invadido por los Xiongnu. De acuerdo al genealogista del siglo X, Liu Fang: "Alrededor del río Yangzi, los clanes elite fueron conocidos como 'clanes emigrantes'; entre los más importantes estaban los Wang (王), Xie (謝), Yuan y Xiao (萧)". Cuando Sima Rui estableció en 317 la dinastía Jin Oriental, en Jiankang, lo hizo con el apoyo de miembros poderosos de estas importantes familias. Los Yuan de Chen trajeron con ellos criados, y finalmente fueron capaces de conseguirse grandes fincas en los distritos periféricos a la frontera. Una rama del clan se estableció en Yichun, en la región centroriental de China. Finalmente, a principios del siglo VII, la prefectura alcanzó tal tamaño que fue renombrada como Yuanzhou (袁州).
Durante el período de las dinastías del Sur y Jin Oriental, los Yuan de Chen establecieron extensas alianzas de casamiento con otros clanes importantes, especialmente el Xie, cuyas tierras ancestrales estaban en el mismo condado. El clan también proveyó de consortes a la familia imperial, incluyendo las emperatrices del emperador Wen de Song del Sur y del emperador Wu de Qi. Más que liderazgos militares, los Yuan de Chen ostentaron una fuerte tradición de logros estudiantiles. Esto produjo varios estudiantes importantes tales como el historiador Yuan Hong (袁宏) y el poeta Yuan Shansong (袁山松). Entre los cuatro clanes emigrantes más importantes, los Yuan se destacaron por no haber tratado de conseguir poder militar.
Alrededor de 420, una rama de los Yuan de Chen se trasladó al norte y se asentó en Luoyang, sirviendo después en la dinastía Wei del Norte. Tras la conquista de la dinastía Chen por la dinastía Sui en 589, los miembros de la elite norteña gobernante, como Yuan Xian (袁憲), se trasladaron a la capital Chang'an donde continuaron su servicio en el gobierno. Varios nobles de la dinastía Tang descienden directamente de los Yuan de Chen.

## Extensión del apellido

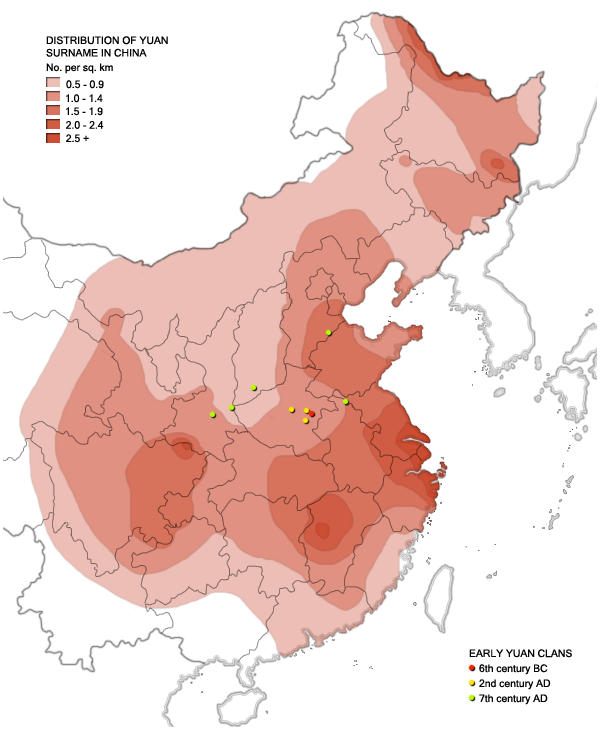
Distribución del apellido en China, 2000. Límites divisorios administrativos en la actualidad.

En general, la extensión del apellido Yuan ha seguido la inmigración de la Etnia han a través de China continental, Hong Kong, Taiwán y Asia meridional. La tendencia general en los últimos 1500 años ha sido un desplazamiento de norte a sur y a sureste.
Después de la dinastía Han, las principales ramas del clan Yuan se situaron al norte de China, mayormente en centros poblacionales cercanos al río Amarillo. Se piensa que en el siglo III los miembros del clan Yuan de Chen se trasladaron al sur del delta del río Rojo, en Vietnam moderna. Las primeras migraciones del sur establecieron clanes Yuan a lo largo del río Yangtze menor, en Danyang, Lujiang, Wuxi, Yangzhou y Nankín. Los documentos de la dinastía Tang ubican a los tres clanes Yuan más importantes en Ru'nan, Pengcheng y Yichun.
Una mayor cantidad de migraciones al sur se dio durante la mitad y finales de la dinastía Song, cuando el norte de China fue invadido por los Jurchens y más tarde por los mongoles. Los clanes Yuan aparecieron en lo que hoy es Zhejiang (Hangzhou, Ningbo, Fenghua y Yinxian), Jiangxi (Nanchang) y Fujian (Fu'an). El apellido ya estuvo extendido en el siglo XII, concentrándose en lo que hoy es Sichuan, Zhejiang y Shanxi.
Durante el comienzo de la dinastía Ming a finales del siglo XIV, auges poblacionales en el valle Yangzi menor hicieron a Jiangxi, Jiangsu y Zhejiang las tres provincias en las que más Yuan había. Las provincias meridionales costeras de Fujian y Guangdong también experimentaron importantes incrementos.
A través de la dinastía Qing, Yuan penetró las tierras fronterizas de Yunnan al sudoeste, Guangxi al sur, Liaoning al noreste y Taiwán al sudeste. Muchos en Guangdong y Fujian emigraron del sur al sudeste de Asia, especialmente Singapur e Indonesia.
Hasta el siglo XV, el crecimiento del apellido Yuan aventajó consistentemente la población general, pero este índice ha caído por debajo del promedio en los últimos seis siglos. Este período ha visto un resurgimiento del apellido Yuan en las provincias del norte, de manera que Sichuan y Hebei son actualmente las más importantes en términos de población absoluta. El apellido Yuan es muy frecuente, debido a que se extiende por un gran porcentaje de poblaciones locales en la región del delta de Yangtze, en Jiangxi del noroeste y en la región que limita entre Shaanxi y Sichuan. En 1994, por ejemplo, había 97 400 Yuan en Shanghái, lo que situaba al apellido en el puesto trigésimo —ligeramente más alto que el promedio nacional—. En el noreste de China, es en Heilongjiang en donde más se encuentra, especialmente al sudeste de la provincia así como en una larga franja a lo largo de la frontera rusa. En general, el apellido está relativamente ausente en los extremos geográficos más lejanos de China, como Yunnan del sur, Guangxi y la isla provincial de Hainan.
En Taiwán, el apellido está clasificado en el puesto 94.º La mayoría de los que portan este apellido son emigrantes relativamente recientes, que arribaron durante el siglo XIX o a finales de la guerra civil china en 1949. Se concentran en Taipéi, Hsinchu, Nantou, Chiayi y Tainan.

### Adopción por pueblos no Han
Durante el siglo II, el apellido Yuan fue tomado por una de las tres tribus de los Bandun Man, que habitaron en lo que actualmente es Chongqing y Sichuan. Estos grupos luego emigraron al norte, hacia el valle del río Wei, y fueron absorbidos gradualmente por la Etnia han.
Después de que el Emperador Xiaowen de los nómadas Xianbei trasladara su capital a Luoyang, en 494, su clan Tuoba cambió su apellido a Yuan (元) para asimilarse con la población china. En los siglos siguientes, este apellido caería y sería en ocasiones subsumido por la forma más común de Yuan (袁). 
El carácter de "yuan" (袁) también ha estado asociado con el pueblo Gaoju de Asia Central, que reivindicó descendientes del clan Xuanyuan de Huang Di. Uno de sus nueve clanes fue llamado Yuanhe (袁紇) o Yuanwei (袁韋), y uno de sus veintiún apellidos más importantes fue Qiyuan (乞袁). En 605, los Yuanhe derrotaron a los Köktürks y obtuvieron el liderazgo sobre la federación tribal, que pasó a llamarse Uigur (回紇). Ha habido sugerencias de que el nombre de la tribu de Genghis Khan, Kiyad (llamada "Qiyan" 乞顏 o "Qiyin" 乞引 en chino), fue una corrupción de "Qiyuan". Aquellos entre los mongoles que retuvieron el apellido Qiyuan pueden haberlo simplificado a "Yuan" después de haberse asentado en China.
A principios del siglo XVII, durante la dinastía Qing (manchú), el apellido fue adoptado por miembros de las ocho banderas, incluidos varios bandereros manchúes en Shenyang. Actualmente, el apellido aparece entre los manchúes, mongoles, yao, yi, bai, coreanos y tibetanos. Existen importantes clanes Yuan entre los yao del condado de Long'an, en Guangxi, y del condado de Funing, en Yunnan. 
El apellido Yuan ocupa una extensión relativamente menor en Corea, donde es llamado Won (원). De acuerdo al censo de 2000, hay 1104 individuos en Corea del Sur portando el apellido. Estos descienden de Won Roebo (袁賚輔) de Bian (安比縣). Durante el siglo XX, el clan Won estuvo concentrado en la costa sudoeste de Corea, en las provincias de Chungcheongnam-do, Gyeonggi-do y Jeollanam-do.

## Genealogías
Casi toda la información disponible sobre los primeros orígenes del apellido proviene de las genealogías, compiladas por nobles, que fueron actualizadas y mantenidas hasta el siglo XX. Algunas de las familias aristocráticas Yuan de la dinastía Tang utilizaron estos registros para defender su prestigio y mantener influencia. Estos textos fueron usados también como fuentes para la colección de la historia del siglo V Shishuo xinyu (世說新語: "Nuevos Cuentos del Mundo"). En Sui shu (隋书: "Libro de Sui") se menciona una genealogía del clan Yuan de Jiangxi, y en la antología del poeta y ensayista Han Yu perdura una inscripción del templo del clan Yuan. Aunque actualmente no exista ninguna copia de las primeras genealogías, fragmentos han sido preservados por el afamado historiador chino Ouyang Xiu en el trabajo del siglo XI, Xin Tang shu.
Desde la época de Ouyang Xiu, la práctica de compilación genealógica descendió hacia las familias de la pequeña nobleza, y correspondientemente pasó a ser más generalizada. Los clanes del delta de Yangtze y sus interiores produjeron genealogías activamente. Muchas de las genealogías del clan Yuan asociaron sus clanes con los Yuan de Ru'nan o los Yuan de Chen, y particularmente sus descendientes con Yuan An. Por ejemplo, Yuan Zhijun (袁志君), fundador del clan Yuan de Dongguan y antepasado del general de la dinastía Ming, Yuan Chonghuan (袁崇煥), reclamó ser descendiente de la 38° generación de los Yuan An. Varias ramas colaterales en Xingning, Meixian y Huiyang también apoyaron al clan de Dongguan en el reclamo. De forma similar, los clanes de Xinchang, Fenghua y Yinxian, que produjeron muchos poseedores del título jinshi en la dinastía Song, reclamaron que su antepasado Yuan Yuan (袁元) fue descendiente de la 31° generación de los Yuan An. No era poco común para los clanes construir salones conmemorativos, a veces llamados "Ru'nan", "Woxue" (卧雪: "Durmiendo en [tiempo de] nieve") o "Shouzheng" (守正: "manteniendo justicia"), en honor a los Yuan An. Tales intentos de localizar el origen de los clanes en un individuo famoso es interesante como fenómeno sociológico más que por su exactitud histórica.
Las actividades y genealogías del clan fueron atacadas durante la Revolución Cultural, cuando varios movimientos inspirados por el gobierno chino intentaron erradicar símbolos de la antigua sociedad. Estos fueron relativamente exitosos, por lo que se perdieron muchas genealogías. La mayoría de las genealogías Yuan que perduran en el continente están actualmente fuera del alcance de particulares.
Se sabe que algunos cientos de genealogías del clan Yuan están en archivos del gobierno o en librerías públicas de Pekín Shanghái y Ningbo. Una crisis provincial de la distribución geográfica de éstas genealogías en orden y número: Zhejiang (23); Jiangsu (22); Hunan (17); Jiangxi (9); Shandong (9); Sichuan (5); Henan (4); Anhui (3); desconocida (7). Unas pocas genealogías pueden también estar en archivos universitarios de Japón y los Estados Unidos. Sin duda hay muchos más fragmentos que están dispersos en pueblos y ciudades a través de China.

## Organización del Clan
En los tiempos de la dinastía Song, los clanes comenzaron a organizarse en relaciones mutuas de obligación, a menudo basadas en la recopilación de genealogías. El rol de los mayores del clan era de enseñanza moral o confuciana. El Yuan shi shi fan (袁氏世范: "Reglas hereditarias del clan Yuan"), del jinshi Yuan Cai (袁采) de la dinastía Song, fue un antiguo manual de comportamiento ético, considerado por contemporáneos como un clásico de la instrucción del clan. Hacia el período imperial tardío, estas relaciones se fortalecieron al grado que a veces aquellos clanes hasta proporcionaran el bienestar social e impusieran el derecho consuetudinario. Los clanes regionalmente destacados, a menudo aliados entre sí y basados en un ancestro común (a veces falso), fueron conocidos como el "primer descendiente trasladado" (始遷祖). 
Un interés renovado desde finales de los años 1980 por chinos en el extranjero en busca de sus raíces ha sido ampliamente promovido por el gobierno de China continental como forma de atraer inversiones extranjeras directas. En 2001, por ejemplo, la Asociación de los Hombres del Clan Yuan de Hong Kong (香港袁氏宗親會) donó 1.2 millones de HKD para la construcción de un Parque Conmemorativo a Yuan Chonghuan en el lugar de su casa de la dinastía Ming. En 2004, un grupo de 68 hombres de negocios del clan Yuan de Shenzhen y Hong Kong fueron invitados al condado de Ru'nan, llamado "hogar ancestral de todo Yuan bajo el cielo". El grupo, encabezado por Yuen Mo, un representativo del Congreso Nacional Popular de Hong Kong, sostuvo charlas con oficiales locales y provinciales considerando el desarrollo de proyectos de procesamiento de alimentos en el área.
En los últimos años, la recopilación genealógica y organización del clan ha visto un resurgimiento, junto con un interés renovado en la historia local. A la 13° "Conferencia de los Descendientes de Shun", realizada en Ru'nan en 1999, asistieron representativos de clanes Yuan de lugares tan lejanos como Hong Kong y Tailandia. Varios clanes locales también están reorganizándose y publicando versiones actualizadas de sus genealogías. En mayo de 2005, después de actualizar 1939 genealogías, el clan Yuan de Ximen, Ningbo, mantuvo una gran ceremonia de culto ancestral que fue muy publicitada en los medios de comunicación locales. Sin embargo, ésta vuelta al conocimiento del clan ha sido limitada por un incremento de movilidad geográfica y social en China.